# Tvrdošín
Tvrdošín (též Ďurďošín, maďarsky Turdossin, polsky Twardoszyn) je okresní město na severním Slovensku v Žilinském kraji, na Oravě. Ve městě žije přibližně 8 700 obyvatel. Přes město vede jednokolejná železniční trať Kraľovany–Trstená.

## Historie
Zmínky o Tvrdošíně se nacházejí v Zoborské listině z roku 1111 i v listině krále Bély III. z roku 1183. V roce 1369 byl Tvrdošín povýšen na královské město.

## Přírodní poměry
Město se nachází na soutoku řek Oravy a Oravice, dvanáct kilometrů od polských hranic a 32 kilometrů od Dolného Kubína, v nadmořské výšce 569 metrů. Tok řeky Oravy je součástí chráněného areálu Rieka Orava.

## Městské části
- Tvrdošín
- Medvedzie (stará část a sídliště, od roku 1967)
- Krásna Hôrka (od roku 1974)
- Oravice (původně území osady Bystrá, od roku 1659)

## Pamětihodnosti
- Kostel Všech svatých, zapsán do seznamu Světového dědictví UNESCO
- Kostel Nejsvětější Trojice
- Sousoší Korunování Panny Marie
- Kaple a zvonice v Krásné Hôrce
- Kurie rodiny Medveckých v Medvedzie, galerie Marie Medvecké
- Pomník padlých v první světové válce

## Osobnosti
- Mária Medvecká (1914–1987), akademická malířka